# Veronicastrum virginicum
Veronicastrum virginicum là một loài thực vật có hoa trong họ Mã đề. Loài này được (L.) Farw. miêu tả khoa học đầu tiên năm 1917.

## Hình ảnh

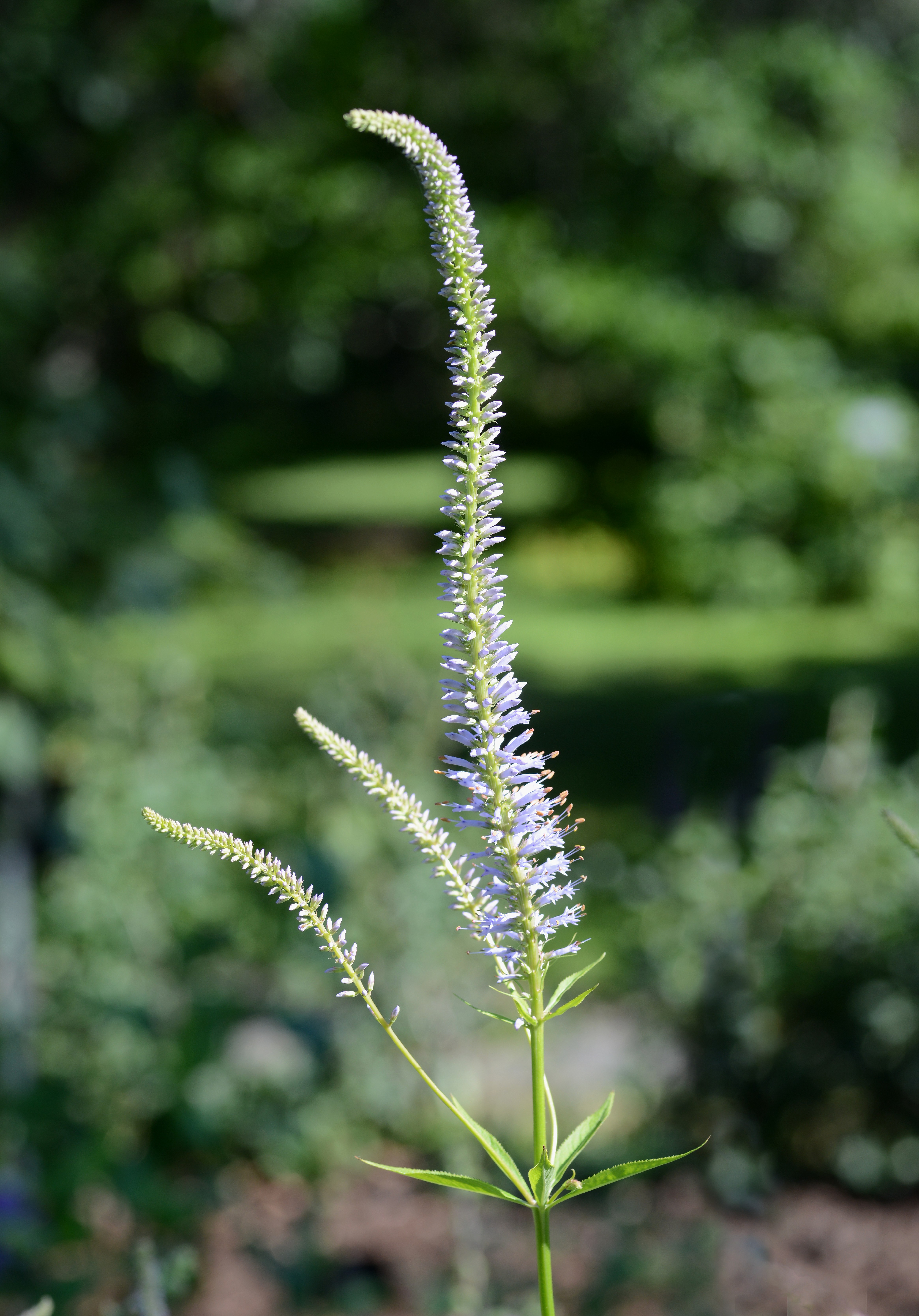
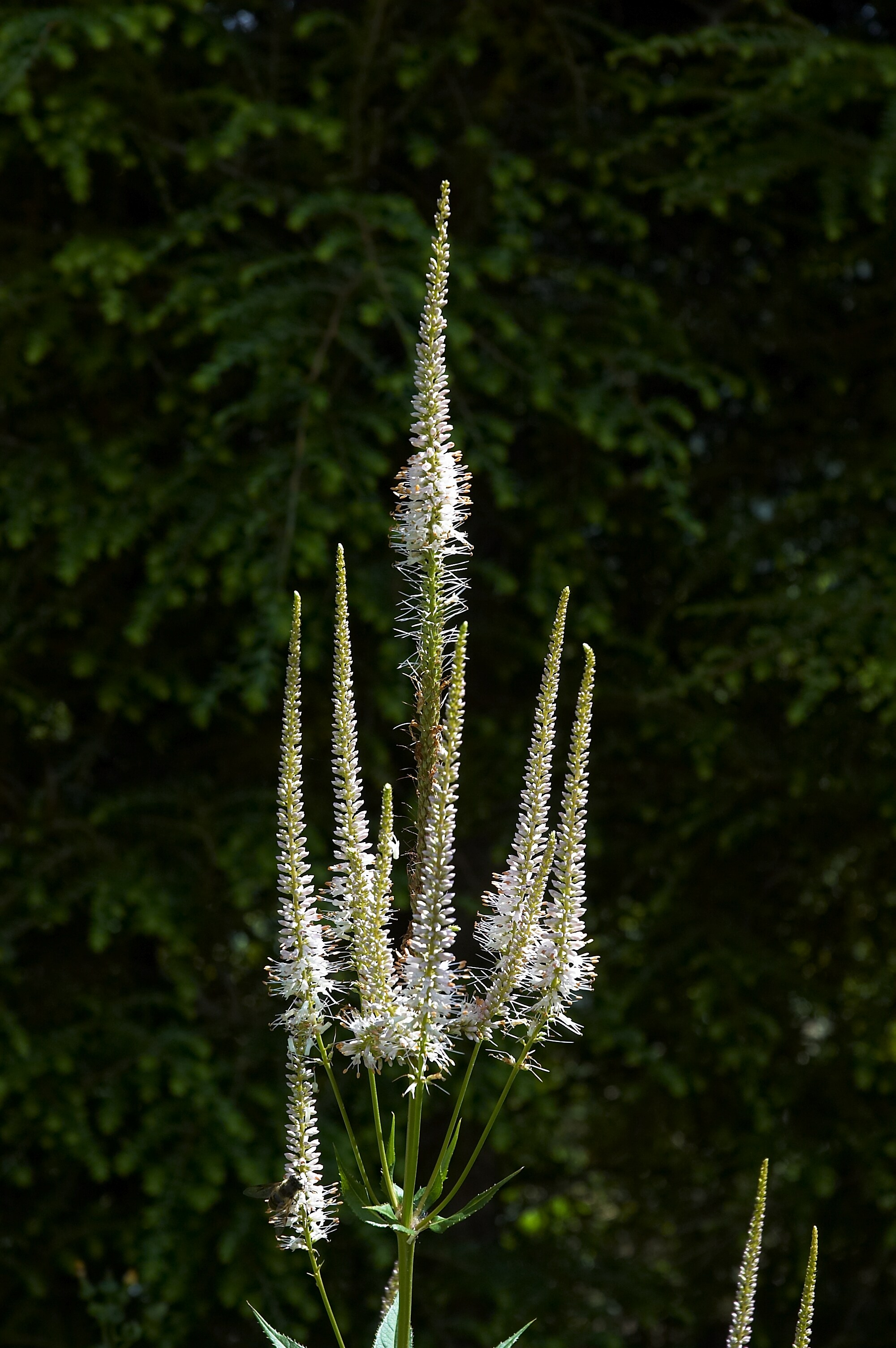
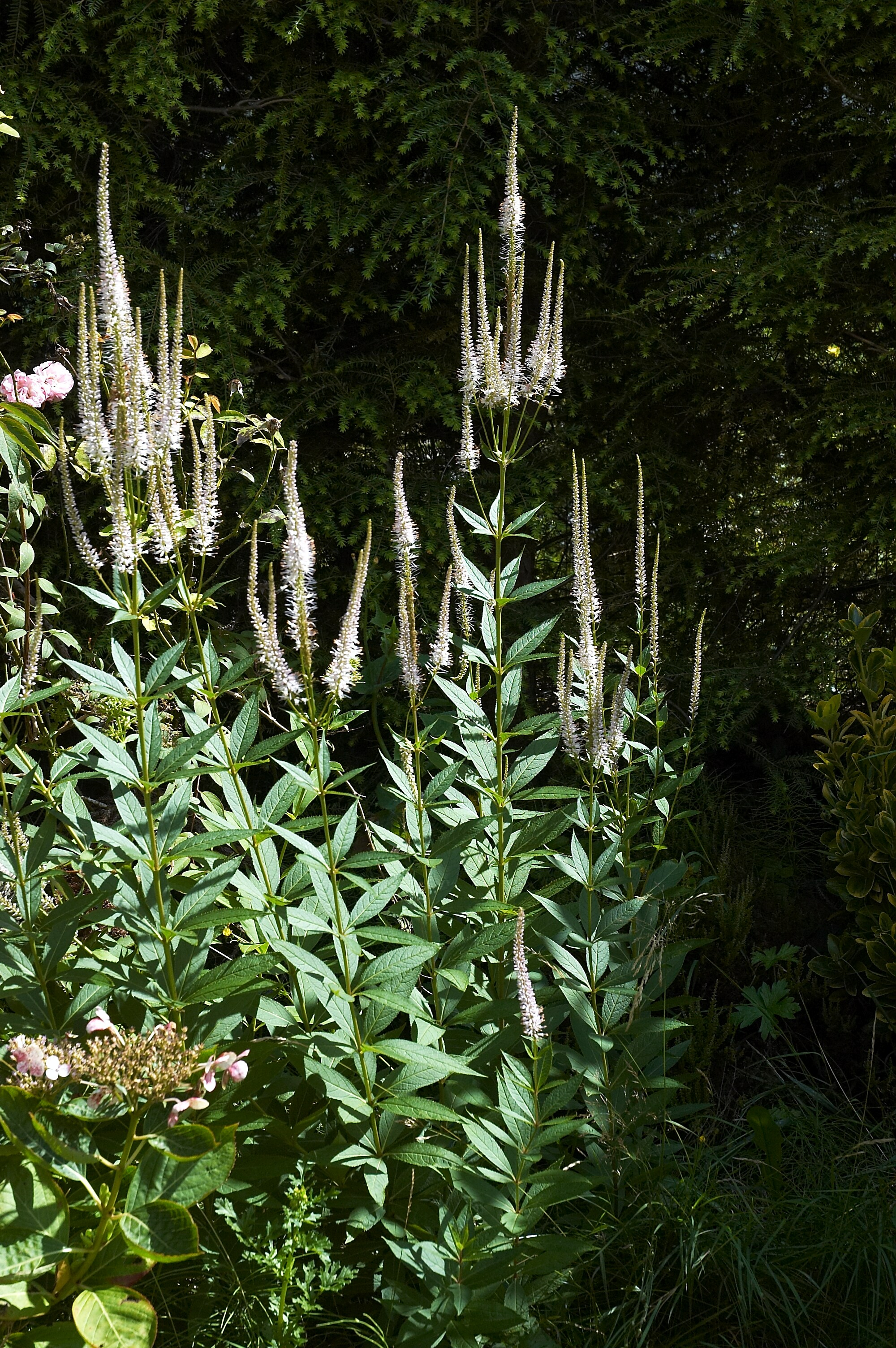
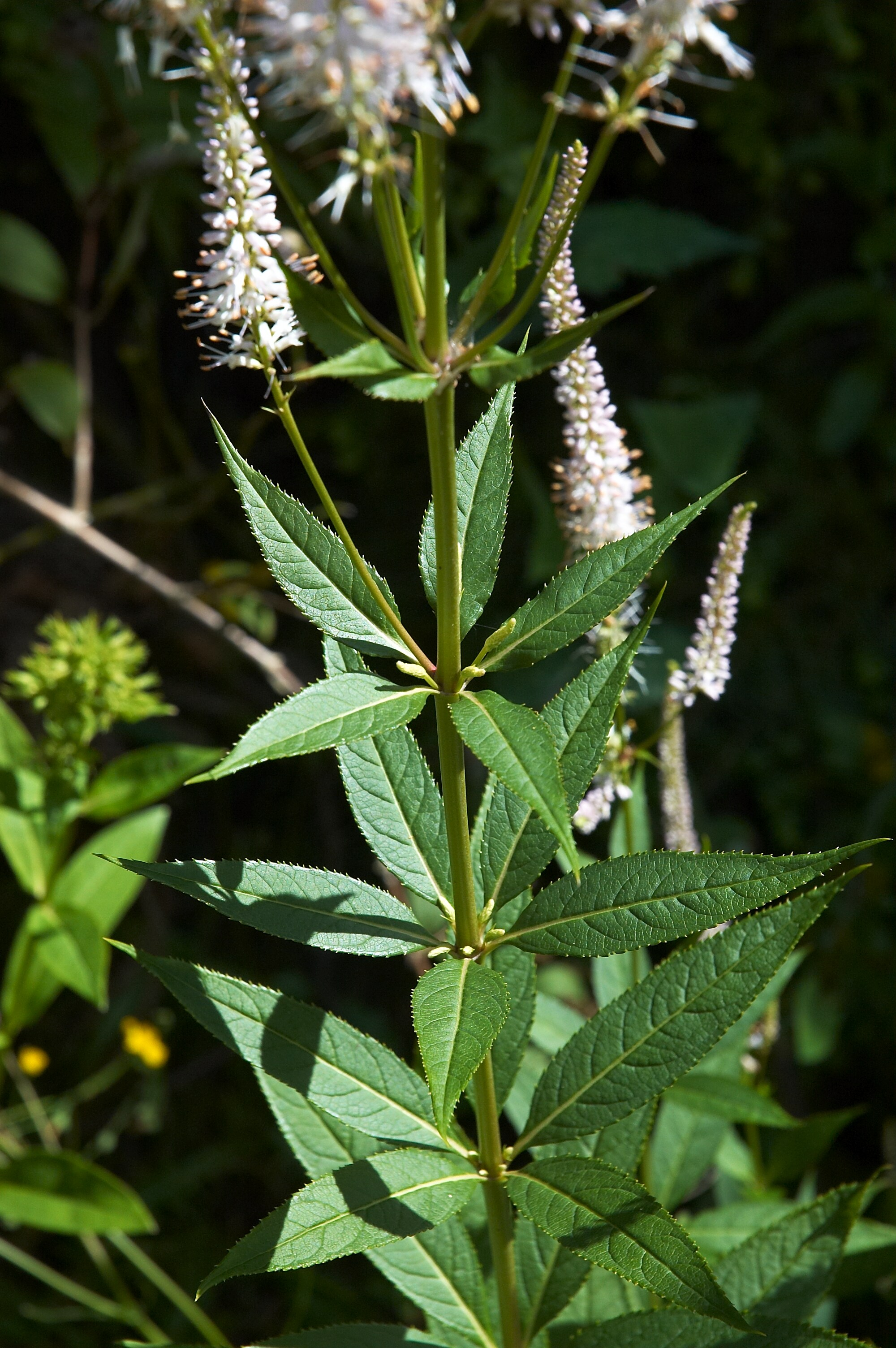